# Rufus Sewell
Rufus Frederik Sewell (Twickenham, Londen, 29 oktober 1967) is een Engels acteur, vooral bekend van zijn hoofdrol in de film Dark City.

## Korte biografie
Rufus Sewell werd geboren in Twickenham, een buitenwijk in het zuidwesten van Londen. Zijn ouders gingen uit elkaar toen hij vijf jaar was, waarna Rufus en zijn broer Caspar door hun moeder werden grootgebracht. Hij ging naar de Orleans Park School en daarna naar de Central School of Speech and Drama.
In 1993 speelde hij in de BBC-televisieserie Middlemarch en op het toneel bij het Royal National Theatre. Tot de dag van vandaag wisselt hij film- en theaterwerk met elkaar af.
Toen Sewell optrad in een productie op Broadway in New York, werd hij door Jerry Bruckheimer benaderd om de rol van Jacob Hood in Eleventh Hour te gaan spelen; dat stond Sewell wel aan, want hij was het (zoals hij beweerde) beu om steeds maar een slechterik te vertolken. Hij speelde zodoende van 2008 tot en met 2009 Jacob Hood in deze serie. In de KRO detective-maand 2011 was hij ook te zien in een hoofdrol, in de driedelige tv-productie Inspector Aurelio Zen.

## Beknopte filmografie
- Biblioteca Nacional de España: XX1393348
- Bibliothèque nationale de France: cb140669106 (data)
- Catàleg d'autoritats de noms i títols de Catalunya: 981058520481206706
- Gemeinsame Normdatei: 135732395
- International Standard Name Identifier: 0000 0001 1474 8544
- Library of Congress Control Number: no00017365
- MusicBrainz: 6312d339-e28d-4c09-95cd-1c47db25521d
- Nationale Bibliotheek van Tsjechië: xx0029668
- Nationale Bibliotheek van Israël: 987007446841105171
- Nationale Bibliotheek van Polen: a0000001631263
- Nederlandse Thesaurus van Auteursnamen: 173307167
- SNAC: w6rj5f7k
- Système universitaire de documentation: 070844607
- Virtual International Authority File: 72618211
- WorldCat: E39PBJtCGmQvQptryC7GcGbGHC